# A Storm of Light
A Storm of Light ist eine 2008 gegründete Post-Metal-Band.

## Geschichte
Der Tombs-Bassist Domenic Seita und der Red-Sparowes- und Battle-of-Mice-Gitarrist Josh Graham gründeten A Storm of Light 2008 mit dem Swans-Schlagzeuger Vinnie Signorelli. Graham übernahm neben der Gitarre die Aufgabe des Keyboarder und Sänger. Da er über seine Tätigkeit als Lichtdesigner für Neurosis und den A Storm of Light vorausgegangenen Bandprojekten engen Kontakt zu Neurot Recordings unterhielt, sicherte Graham der Band einen ersten Plattenvertrag. Noch im Jahr der Gründung erschien das Debütalbum And We Wept the Black Ocean Within. Das Album erhielt international positive Resonanz. Noch im gleichen Jahr trat die Gruppe beim Brutal Assault in Tschechien sowie beim Pukkelpop in Belgien, im Rahmen einer als Vorgruppe für Neurosis bestrittenen Europatournee, auf.
In dem darauf folgenden Jahr erschien die Split-EP Primitive North mit dem Drone-Doom-Projekt Nadja über Robotic Empire, sowie das zweite Album Forgive Us Our Trespasses, welches erneut über Neurot Recordings erschien und internationale Beachtung erhielt. Forgive Us Our Trespasses wurde mit zwei Schlagzeugern und Gastmusikern wie Jarboe und Lydia Lunch eingespielt. Pete Angevice von Satanized spielte Schlagzeug parallel zu Andy Rice. Signorelli war auf dem Album nicht mehr vertreten. Als weiteres Mitglied stieß Joel Hamilton von Battle of Mice als Keyboarder hinzu. Das Album wurde positiv bis überschwänglich rezipiert. Das Webzine Metal Ireland kürte Forgive Us Our Trespasses im September 2009 zum Album des Monats. Auf die Veröffentlichung folgte eine erneute Europatournee, unter anderem mit einem Auftritt beim Roadburn Festival. Die Tournee bestritt A Storm of Light mit Minsk als Co-Headliner.
Nach weiteren Touraktivitäten veröffentlichte die Gruppe 2011 eine limitierte und experimentelle EP über Latitudes, einem Sub-Label von Southern Lord, die EP wird meist als Latitudes Session bezeichnet, gilt jedoch als unbenannt. Im gleichen Jahr erschien das dritte Studioalbum As the Valley of Death Becomes Us, Our Silver Memories Fade über Profound Lore Records. Graham erklärte den Labelwechsel als kommerzielle Entscheidung. Die Kooperation mit weiteren Labeln ermögliche es der Gruppe und beiden Labeln neue Hörergruppen zu erschließen. In diesem Kontext sei Profound Lore, als Firma mit „großartigen Künstlern“ Grahams erste Wahl gewesen. An den Aufnahmen zu As the Valley of Death Becomes Us, Our Silver Memories Fade waren wieder mehrere Gastmusiker beteiligt, darunter erneut Jarboe sowie Kris Force von Amber Asylum, Kim Thayil von Soundgarden und Matthias Bossi von The Book of Knots. Unterdessen waren Rice und Angevice als Bandmitglieder ausgeschieden. A Storm of Light wurde an ihrer statt durch den Schlagzeuger B.J. Graves von Generation of Vipers vervollständigt. Das Album wurde aufgrund stilistischer Veränderungen, zwar überwiegend, jedoch nicht mehr durchgängig positiv Besprochen. Im Anschluss an die Veröffentlichung bestritt A Storm of Light internationale Tourneen. In den USA 2012 unter anderem mit Corrosion of Conformity, Converge und Touché Amoré, in Europa 2011 mit Ghost Brigade und Intronaut.
Mit dem Live-Album 03 03 2012 Cleveland und der EP Violitionist Sessions folgten Kleinst-Veröffentlichungen, die nur geringe Beachtung erfuhren. In der Zwischenzeit hatte sich Andrea Black von Howl der Gruppe angeschlossen. Im Jahr 2013 erschien mit Nations to Flames  über Southern Lord das vierte Studioalbum der Gruppe. Unter erneuter Mitwirkung diverser Gastmusiker wurde Nations to Flames als härtestes Album der Gruppe rezipiert. Kritiker lobten das Album als besonders organisch und kreative Weiterentwicklung der Band.

## Stil
Die Musik von A Storm of Light wird dem Post-Metal zugerechnet. Zumeist werden Vergleiche mit Neurosis und Red Sparowes bemüht, um den Stil der Gruppe zu umreißen. Mit späteren Veröffentlichungen wurden von Rezensenten zunehmend weitere Einflüsse benannt, so unter anderem Black Sabbath, Queens of the Stone Age und Tool.
Die Musik habe trotz nuancierender Veränderungen im Stil ein beständiges Grundkonzept: „verzerrte Bässe, doomig-gespielte Death-Metal-Gitarren und Todesästhetik.“ Das Schlagzeugspiel wird als „groovend“, „massiv“ und „tribalistisch“ anmutend Umschrieben. Unter diesen Beständigkeiten entwickelte sich der Stil allerdings von dem im Doom-Metal-Spektrum verhangenen Debüt, welches sich insbesondere im Tempo bemerkbar machte, über As the Valley of Death Becomes Us, Our Silver Memories Fade, hin zu einem durch Thrash Metal beeinflussten Post-Metal auf Nations to Flames.

## Diskografie
- 2008: And We Wept the Black Ocean Within (Album, Neurot Recordings)
- 2009: Primitive North (Split-EP mit Nadja, Robotic Empire)
- 2009: Forgive Us Our Trespasses (Album, Neurot Recordings)
- 2011: Latitudes Session (EP, Latitudes)
- 2011: As the Valley of Death Becomes Us, Our Silver Memories Fade (Album, Profound Lore)
- 2012: 03 03 2012 Cleveland (Live-Album, Selbstverlag)
- 2012: Violitionist Sessions (Download-EP, Violitionist)
- 2013: Nations to Flames (Album, Southern Lord)
- 2018: Anthroscene (Album, Consouling Sounds/Translation Loss Records)